# Fort Smith
Fort Smith este un orășel cu 2.496 de locuitori (în 2011), situat în provincia Teritoriile de Nordvest la granița cu Alberta, Canada. Localitatea mai este numită „Poarta Nordului”, ea fiind amplasată pe paralela de 60o și pe malul Râului Sclavilor.

## Personalități
Fort Smith este locul de naștere al lui Mark Carney, fost guvernator atât al Băncii Angliei, cât și al Băncii Canadei și candidat la conducerea Partidului Liberal Canadian.

## Legături externe
- en  Webseite Fort Smith

Coordonate: 60° 0′ n. Br., 111° 58′ w. L.